# Kingsley Eduwo
Kinglsey Eduwo est un footballeur international nigérian né le 19 juin 1996 à Lagos. Il joue au poste d'attaquant à l'ES Sétif.

## Biographie

### En club
Avec le Club sportif sfaxien, il inscrit quatre buts en première division tunisienne lors de la saison 2019-2020, puis six buts dans ce même championnat la saison suivante.
Il inscrit deux buts lors du tour préliminaire de la Ligue des champions d'Afrique 2020-2021, contre l'équipe de Mlandege basée à Zanzibar.

Avec le Club Africain, il inscrit trois buts en début de championnat de Tunisie lors de la saison 2023-2024 et un but en Coupe de la Confédération. le 31 décembre 2024, Le bureau directeur du Club africain est parvenu à un accord avec le Nigérian Kingsley Eduwo pour la résiliation de son contrat à l'amiable.

### En sélection
Le 13 août 2017, Eduwo reçoit sa première sélection en équipe du Nigeria, lors d'une rencontre face au Bénin (défaite 1-0). Six jours plus tard, il inscrit son premier but en équipe nationale, contre cette même équipe (victoire 2-0). Ces deux rencontres entrent dans le cadre des éliminatoires du championnat d'Afrique des nations 2018.
Après ces deux matchs, il ne joue plus jamais avec la sélection.

## Palmarès
CS Sfaxien
- Championnat de Tunisie (0) :
  - Vice-champion : 2019-20.
- Coupe de Tunisie (1) :
  - Vainqueur : 2020-21.

 Espérance de Tunis
- Championnat de Tunisie
  - Vainqueur en 2022

 Al Arabi SC
- Coupe Crown Prince du Koweït
  - Vainqueur en 2023